# Wola Ociecka
Wola Ociecka – wieś w Polsce położona w województwie podkarpackim, w powiecie ropczycko-sędziszowskim, w gminie Ostrów. Przez wieś przebiega droga wojewódzka nr 986.
Wierni Kościoła rzymskokatolickiego należą do parafii św. Katarzyny Aleksandryjskiej w Ociece.
| SIMC    | Nazwa                   | Rodzaj    |
| ------- | ----------------------- | --------- |
| 0658171 | Błonie                  | część wsi |
| 0658188 | Podedworze              | część wsi |
| 0658194 | Podlesie                | część wsi |
| 0658202 | Poręby                  | część wsi |
| 0997080 | Stary Szlak-Leśniczówka | część wsi |
| 0658219 | Zarzecze                | część wsi |

W latach 1975–1998 miejscowość administracyjnie należała do województwa rzeszowskiego.

## Zabytki
We wsi znajduje się klasycystyczny dwór z XIX wieku, otoczony sześciohektarowym parkiem ze stawami. Dwór został odrestaurowany, aktualnie działa jako dom weselny, restauracja oraz hotel.